# Base aérienne de Kanatove
La base aérienne de Kanatove  (en ukrainien : Авіабаза Канатове) est une base située au nord-est de la ville de Kropyvnytskyï , dans l'oblast de Kirovohrad, en Ukraine.

## Histoire
La base créée pendant l'URSS a été versée à l'Ukraine et de 1992 à 2004 était le site de rattachement du 44e régiment aérien de bombardiers. Le régiment dissous, la base fut mise en réserve.
La base est frappée le 5 mai 2022 par des missiles russes et des Su-27 ont été endommagés. Une autre frappe de missile Kalibr le 23 juillet 2022.

### Situation
| Berdiansk Oujhorod Brody Ouman Kanatove Konotop Djankoï Tchouhouïv Kryvyï Rih Donetsk Sébastopol DniproVesseloïeBaheroveHorodokChersonèseGvardeïskoïeKatchaIvano-Frankivsk Izmaïl JovtneveJytomyr Koulbakino Kharkiv · Charcovie Khmelnytskyï Kherson KrementchoukKiev/Kyïv · Jouliany Kiev/Kyïv · Boryspil Kryvyï Rih Kolomya Loutsk Louhansk LvivMarioupol Mykolaïv Myrhorod Nijyn Odessa Poltava Rivne Sambir Simferopol Starokostiantyniv Tchernivtsi Vinnytsia Zaporijjia |